# Cañonero Guanajuato
El ARM Guanajuato (C07) fue un cañonero que sirvió en la Armada de México hasta 2001. Estaba amarrado en la orilla del río Jamapa, en el municipio de Boca del Río, Veracruz, como buque museo.

## Historia

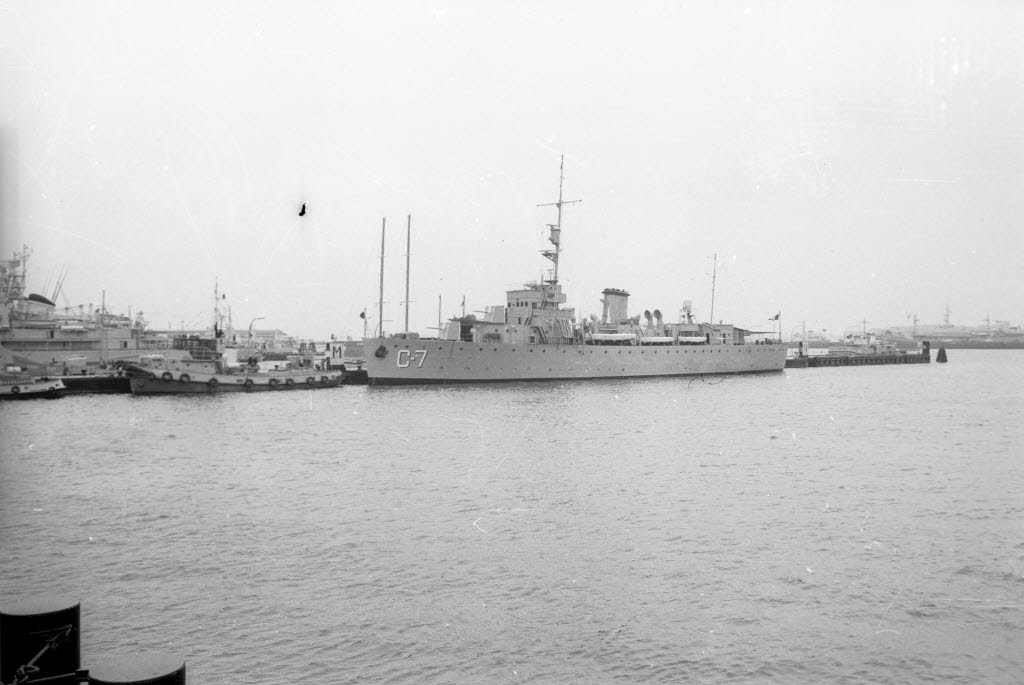
El cañonero C-7 Guanajuato en Kiel el 26 de junio de 1968.

El Guanajuato fue encargado por el gobierno de México en 1932 al astillero español Sociedad Española de Construcción Naval del Ferrol (conocido también como Astillero El Ferrol), junto con el Durango, los cañoneros Querétaro y Potosí, y diez guardacostas. El Guanajuato fue puesto en grada en mayo de 1934 y entró en servicio en 1936. De todos los buques encargados solamente se entregaron el Guanajuato y el Durango, porque el Zacatecas fue confiscado por el bando sublevado durante la guerra civil española. Aunque el Guanajuato fue inicialmente planeado como un buque de guerra, durante la Segunda Guerra Mundial sirvió como escolta de convoyes en América Central.
Durante 1966 y 1967, el cañonero fue empleado como buque escuela por la Heroica Escuela Naval Militar. En aquellos años, el buque navegó a Brasil, Argentina, Chile, Perú y varios puertos de México. La última travesía del Guanajuato en servicio de la Armada de México fue en 1997, siendo retirado de servicio en 2001.
Después de su retiro, fue donado por la Armada de México al Patronato del acuario de Veracruz, que a su vez lo donó al municipio de Boca del Río.

### Al presente
En 2007, el Guanajuato fue abierto al público como el Museo Naval Interactivo Cañonero Guanajuato C-07, el primer buque museo de Veracruz y Latinoamérica. El museo incluía 16 exhibiciones distintas, mostrando como el buque se veía y funcionaba durante las décadas de 1930 y 1940.
La falta de mantenimiento y un posible hundimiento del Guanajuato llevaron al cierre del museo y dieron inicio a un proyecto de mantenimiento del cañonero. Entre las reparaciones propuestas estaba la instalación de una base de hormigón armado que sostendría al Guanajuato en el río, en lugar de dejarlo a flote junto a la orilla. El mantenimiento se detuvo a causa de la pandemia de COVID-19.
Según informes, el buque ya muy deteriorado, empezó a ser desguazado en mayo de 2023.